# Lawton Chiles
Lawton Chiles (Lakeland, 1930. április 3. – Tallahassee, 1998. december 12.) az Amerikai Egyesült Államok szenátora (Florida, 1971–1989), Florida állam kormányzója (1991–1998). Kay Hagan szenátor nagybátyja.